# Sussex megye (Virginia)
Sussex megye az Amerikai Egyesült Államokban, azon belül Virginia államban található. Megyeszékhelye Sussex, legnagyobb városa Waverly. Lakosainak száma 10 829 fő (2020. április 1.). Sussex megye Prince George, Surry, Southampton, Greensville és Dinwiddie megyékkel határos.

## Népesség
A megye népességének változása:
| Lakosok száma | 12 002 | 12 100 | 11 945 | 11 810 | 11 715 | 10 829 |
|               | 2010   | 2011   | 2012   | 2013   | 2015   | 2020   |